# Municipio de Kenyon
El municipio de Kenyon (en inglés: Kenyon Township) es un municipio ubicado en el condado de Goodhue en el estado estadounidense de Minnesota. En el año 2010 tenía una población de 393 habitantes y una densidad poblacional de 4,51 personas por km².

## Geografía
El municipio de Kenyon se encuentra ubicado en las coordenadas 44°14′17″N 92°58′49″O / 44.23806, -92.98028. Según la Oficina del Censo de los Estados Unidos, el municipio tiene una superficie total de 87.2 km², de la cual 87,2 km² corresponden a tierra firme y (0 %) 0 km² es agua.

## Demografía
Según el censo de 2010, había 393 personas residiendo en el municipio de Kenyon. La densidad de población era de 4,51 hab./km². De los 393 habitantes, el municipio de Kenyon estaba compuesto por el 98,98 % blancos, el 1,02 % eran de otras razas. Del total de la población el 1,02 % eran hispanos o latinos de cualquier raza.